# Felix Maultzsch
Felix Maultzsch (* 1975 in Friedrichroda) ist ein deutscher Rechtswissenschaftler. Er lehrt seit 2011 als Professor für Zivilrecht, Zivilprozessrecht, Internationales Privatrecht und Rechtsvergleichung an der Johann Wolfgang Goethe-Universität Frankfurt am Main.

## Leben
Felix Maultzsch studierte Rechtswissenschaft an der Friedrich-Schiller-Universität Jena (1995–2001), der National University of Singapore (1999), sowie der New York University School of Law (LL.M. 2002/2003). Er wurde 2005 von der Juristischen Fakultät der Friedrich-Schiller-Universität Jena mit der Arbeit „Zivilrechtliche Aufopferungsansprüche und faktische Duldungszwänge: Eine Untersuchung zu den §§ 904, 906 Abs. 2 BGB“ bei Dietrich V. Simon  promoviert. 
2004 legte er die New York State Bar Examination ab und erhielt seine Zulassung als Attorney-at-Law. 2004–2006 absolvierte er das Rechtsreferendariat im Land Hessen einschließlich einer Stage am Bundesverfassungsgericht bei Richter des BVerfG Dr. Reinhard Gaier.
2010  habilitierte sich Felix Maultzsch mit der Schrift „Streitentscheidung und Normbildung durch den Zivilprozess: Eine rechtsvergleichende Untersuchung zum deutschen, englischen und US-amerikanischen Recht“ unter der Betreuung von Günter Hager an der Albert-Ludwigs-Universität Freiburg und erhielt die Lehrbefugnis für die Fächer Bürgerliches Recht mit Handelsrecht, Zivilprozessrecht, Rechtsvergleichung, Internationales Privatrecht und Rechtstheorie.
Maultzsch war 2010/2011 Inhaber des Lehrstuhls für Bürgerliches Recht, Rechtsvergleichung und Internationales Privatrecht an der EBS Law School Wiesbaden und ist seit 2011 Inhaber des Lehrstuhls für Zivilrecht, Zivilprozessrecht, Internationales Privatrecht und Rechtsvergleichung an der Johann Wolfgang Goethe-Universität Frankfurt am Main.
Seine Forschungsschwerpunkte liegen in den Bereichen Bürgerliches Recht (insbesondere Schuldrecht), Europäisches Privatrecht, Rechtsvergleichung, Internationales Privatrecht und vergleichendes Prozessrecht. In den Jahren 2012–2015 war er Teilprojektleiter des Frankfurter LOEWE-Schwerpunkts "Außergerichtliche und gerichtliche Konfliktlösung". Seit 2014 ist er einer der Koordinatoren des „International Network of Doctoral Studies in Law“ der Universitäten Frankfurt am Main, Lodz, Paris-Nanterre und Vilnius.

## Veröffentlichungen (Auswahl)
- Zivilrechtliche Aufopferungsansprüche und faktische Duldungszwänge: Eine Untersuchung zu den §§ 904, 906 Abs. 2 BGB, Schriften zum Bürgerlichen Recht, Band 344, 2006, Verlag Duncker & Humblot Berlin, 302 S. (zugleich Diss. Jena 2005)
- Streitentscheidung und Normbildung durch den Zivilprozess: Eine rechtsvergleichende Untersuchung zum deutschen, englischen und US-amerikanischen Recht, Jus Privatum, Band 155, 2010, Verlag Mohr Siebeck Tübingen, XXV & 492 S. (zugleich Habilitationsschrift Freiburg 2010)
- Fuchs oder Igel? - Fall und System in Recht und Wissenschaft. Symposium zum 70. Geburtstag von Günter Hager (Hrsg.), 2014, Verlag Mohr Siebeck Tübingen, VIII & 123 S.
- Vertragliche Schuldverhältnisse (mit Hartmut Oetker), Springer-Verlag Berlin/Heidelberg, 5. Aufl. 2018, XXXIX & 937 S.

## Mitgliedschaften
- Ernst von Caemmerer-Stiftung (Stellvertretender Vorsitzender des Vorstands)
- European Association of Private International Law
- European Law Institute (Fellow)
- Frankfurter Juristische Gesellschaft (Rechts- und Staatswissenschaftliche Vereinigung) e.V.
- Gesellschaft für Rechtsvergleichung e.V.
- International Association of Procedural Law (IAPL)
- Internationale Vereinigung für Rechts- und Sozialphilosophie (IVR) e.V.
- New York State Bar
- Vereinigung der Zivilprozessrechtslehrer
- Wissenschaftliche Vereinigung für Internationales Verfahrensrecht e.V.
- Zivilrechtslehrervereinigung